# Vadim Vasili'evič Michajlov
Vadim Vasili'evič Michajlov (Nevel', 23 maggio 1931 – San Pietroburgo, 22 gennaio 2023) è stato un regista sovietico.

## Filmografia parziale

### Regista
- Mesjac avgust (1971)
- Poka stojat gory (1976)